# چوب‌خزک سبیل‌دار
چوب‌خزک سبیل‌دار (نام علمی: Xiphocolaptes falcirostris) گونه‌ای آسیب‌پذیر از پرندگان در زیرتیرهٔ چوب‌خزکان (Dendrocolaptinae) از تیرهٔ تنورمرغان (Furnariidae) و بومی برزیل است.